# FC Barcelona (házená)
FC Barcelona má také házenkářský oddíl, který byl založen v roce 1942, když byl předsedou Enrique Piñeyro Queralt. Původně se věnoval venkovní házené s jedenácti hráči, koncem padesátých let se přeorientoval na halovou variantu. Za jeho vzestupem stál Valero Rivera López, který byl hráčem v letech 1971 až 1983 a trenérem v letech 1983 až 2003. Barcelona se pod jeho vedením stala historicky nejúspěšnějším klubem Španělska (22 ligových titulů) i Evropy (9 vítězství v Lize mistrů). Domácí utkání hraje v hale Palau Blaugrana pro 8 250 diváků. Má také rezervní tým, který hraje druhou nejvyšší španělskou soutěž. Hlavním sponzorem je od roku 2015 firma Lassa Tyres, klub proto vystupuje také pod názvem FC Barcelona Lassa.
V letech 2015–2017 byl hráčem klubu také český házenkář Filip Jícha.

## Úspěchy
- Liga ASOBAL: 1968-69, 1972-73, 1979-80, 1981-82, 1985-86, 1987-88, 1988-89, 1989-90, 1990-91, 1991-92, 1995-96, 1996-97, 1997-98, 1998-99, 1999-00, 2002-03, 2005-06, 2010-11, 2011-12, 2012-13, 2013-14, 2014-15
- Španělský pohár: 1968–69, 1971–72, 1972–73, 1982–83, 1983–84, 1984–85, 1987–88, 1989–90, 1992–93, 1993–94, 1996–97, 1997–98, 1999–2000, 2003–04, 2006–07, 2008–09, 2009–10, 2013–14, 2014-15
- Copa ASOBAL: 1994–95, 1995–96, 1999–2000, 2000–01, 2001–02, 2009–10, 2011–12, 2012–13, 2013–14, 2014–15, 2015–16
- Liga mistrů EHF: 1990–91, 1995–96, 1996–97, 1997–98, 1998–99, 1999–2000, 2004–05, 2010–11, 2014–15[2]
- Pohár vítězů pohárů EHF: 1983–84, 1984–85, 1985–86, 1993–94, 1994–95
- Superpohár EHF: 1996–97, 1997–98, 1998–99, 1999–2000, 2003–04
- IHF Super Globe: 2013, 2014[3]
- Pyrenejská liga: 1997–98, 1998–99, 1999–2000, 2000–01, 2001–02, 2003–04, 2005–06, 2006–07, 2007–08, 2009–10, 2010–11, 2011–12, 2012–13